# Carl August Fleischer
Carl August Fleischer, född 1936, är en norsk jurist, professor dr. juris. vid Universitetet i Oslo. Expert på en lång rad juridiska fackområden, framför allt folkrätt. Han har spelat och spelar en stor roll i norsk tolkning av internationell havsrätt.